# Bill Walton

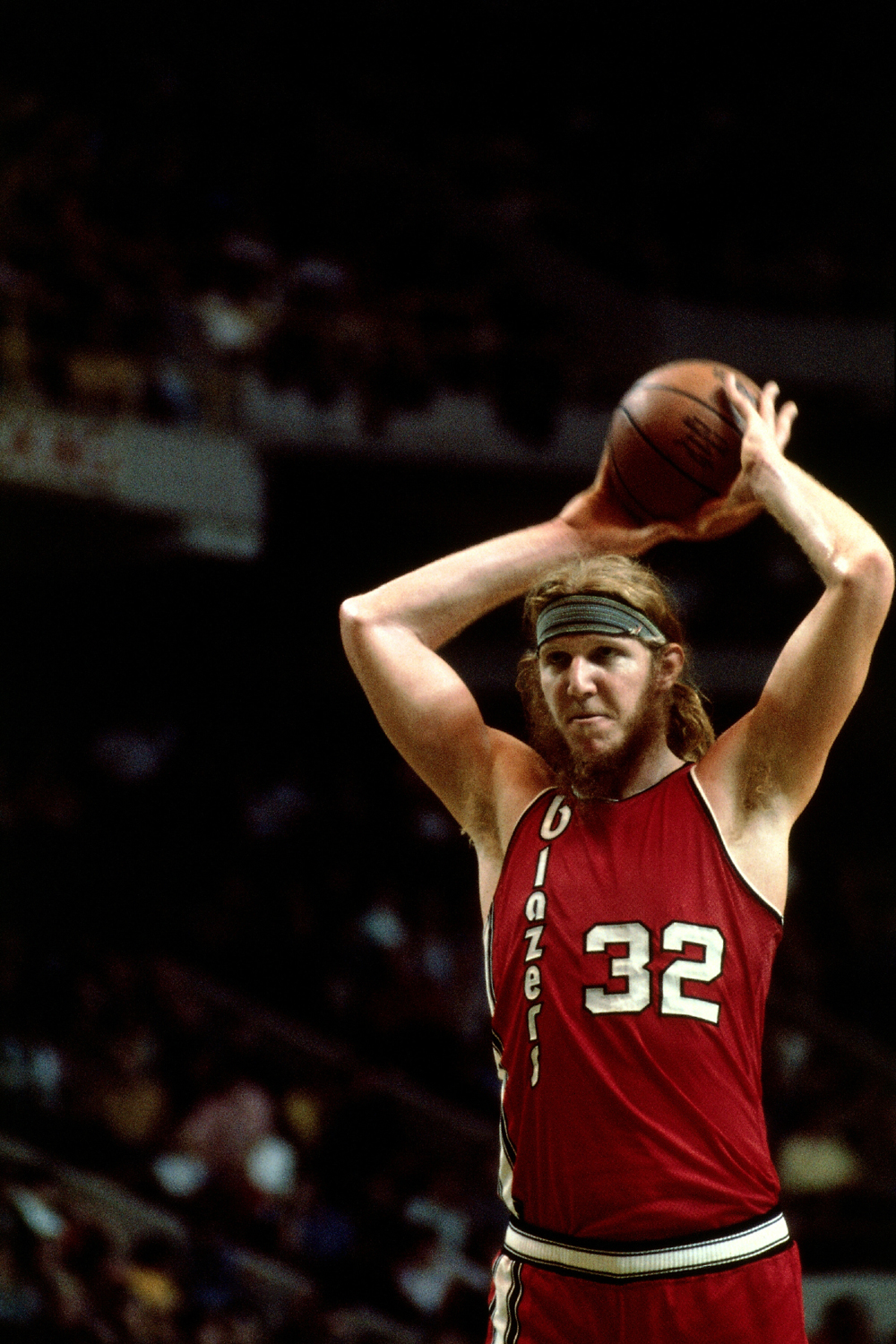
Bill Walton med Portland Trail Blazers, 1976.

William Theodore "Bill" Walton III, född 5 november 1952 i La Mesa, Kalifornien, död 27 maj 2024 i San Diego, Kalifornien, var en amerikansk basketspelare (center), som senare var verksam som TV-kommentator. Säsongen 1977/1978 utsågs han till NBA:s Most Valuable Player.

## Biografi
Bill Walton spelade collegebasket för baskettränaren John Wooden och UCLA Bruins, och vann tre raka utmärkelser för årets nationella collegespelare (1972–1974), samtidigt som han ledde UCLA till NCAA-mästerskapen 1972 och 1973 och en segerserie på 88 matcher. Efter att ha blivit utvald som det första-valet i 1974 års NBA-draft, ledde Walton Portland Trail Blazers till ett NBA-mästerskap 1977, och tilldelades NBA Finals Most Valuable Player Award den säsongen. Han vann ytterligare en NBA-titel med Boston Celtics 1986. Walton valdes in i Naismith Memorial Basketball Hall of Fame 1993.
Waltons far Ted var musiklärare och socialarbetare och hans mor Gloria bibliotekarie. Föräldrarna var intresserade av konst, litteratur, politik och musik. Walton tog musiklektioner, och även om hans föräldrar inte var sportinriktade, följde Walton i fotspåren av sin äldre bror Bruce som hade börjat med sporter. När Walton-barnen gick i högstadiet och gymnasiet bildade Mr. Walton ett informellt familjeband. Bruce och Bill spelade trombon eller baryton, Andy spelade saxofon och Cathy spelade flöjt. "Bill och jag kunde inte sluta snabbt nog," sa Bruce. 
Walton spelade basket på gymnasienivå på Helix High School i La Mesa. Han spelade med sin bror Bruce, som var ett år äldre, 198,12 cm och 113,4 kg. Bruce var även en stjärnfotbollsspelare. Ifall Bill Walton fick fysisk behandling i en basketmatch, returnerade Bruce behandlingen.  
Walton avled 2024 i sviterna av långvarig cancersjukdom.

## Lag
- Portland Trail Blazers (1974–1979)
- San Diego / Los Angeles Clippers (1979–1985)
- Boston Celtics (1985–1988)